# تونی هالمی
تونی هالمی (انگلیسی: Tony Halme; ۶ ژانویهٔ ۱۹۶۳ – ۸ ژانویهٔ ۲۰۱۰) بوکسور، سیاستمدار، خواننده، کشتی‌گیر کشتی حرفه‌ای، بازیگر، نویسنده، ورزشکار هنرهای رزمی ترکیبی و بازیگر سینما اهل فنلاند بود.